# Интуиционистская логика
Интуициони́стская ло́гика — формальная система, отражающая некоторые способы рассуждений, приемлемые с точки зрения интуиционизма. Предложена А. Гейтингом в 1930 году.
Основное отличие от привычного исчисления высказываний заключается в том, что отсутствует закон исключённого третьего.
Схемы аксиом 1-10 и правило «модус поненс» задают интуиционистское исчисление высказываний. Все 12 схем аксиом и все 3 правила вывода задают интуиционистское исчисление предикатов. Интуиционистское исчисление предикатов отличается от классического тем, что в последнем вместо схемы аксиом 10 используется схема аксиом {\displaystyle (\neg \neg A)\to A}.

## Логические символы
{\displaystyle \land } (знак конъюнкции), {\displaystyle \lor } (знак дизъюнкции), {\displaystyle \to } (знак импликации) и {\displaystyle \neg } (знак отрицания).

## Схемы аксиом
Далее через {\displaystyle A}, {\displaystyle B} и {\displaystyle C} обозначаются произвольные пропозициональные формулы.
1. {\displaystyle (A\to (B\to A))}
2. {\displaystyle ((A\to B)\to ((B\to C)\to (A\to C)))}
3. {\displaystyle (A\to (B\to (A\land B)))}
4. {\displaystyle ((A\land B)\to A)}
5. {\displaystyle ((A\land B)\to B)}
6. {\displaystyle (A\to (A\lor B))}
7. {\displaystyle (B\to (A\lor B))}
8. {\displaystyle ((A\to C)\to ((B\to C)\to ((A\lor B)\to C)))}
9. {\displaystyle ((A\to B)\to ((A\to (\neg B))\to (\neg A)))}
10. {\displaystyle ((\neg A)\to (A\to B))}
11. {\displaystyle \forall xA(x)\to A(y)}
12. {\displaystyle A(y)\to \exists xA(x)}

## Правила вывода
1. Modus ponens: {\displaystyle {\frac {A,\;(A\to B)}{B}}}.
2. {\displaystyle {\frac {C\to A(x)}{C\to \forall xA(x)}}} если {\displaystyle x} не является свободной переменной в {\displaystyle C}.
3. {\displaystyle {\frac {A(x)\to C}{\exists xA(x)\to C}}}если {\displaystyle x} не является свободной переменной в {\displaystyle C}.